# Hogna subrufa
Hogna subrufa là một loài nhện trong họ Lycosidae.
Loài này thuộc chi Hogna. Hogna subrufa được Ferdinand Karsch miêu tả năm 1878.